# 市原市立ちはら台西中学校
市原市立ちはら台西中学校（いちはらしりつ ちはらだいにしちゅうがっこう）は、千葉県市原市ちはら台西にある公立中学校。文部科学省の学校コードはC112210003644、旧学校調査番号は124633で、教育開発出版の所属中学校コードは120477。通称はち西（ちにし）。

## 概要
市原市北部のちはら台地区に位置する。市原市立ちはら台南中学校の生徒数増加により、同校から分離、開校した新設校である。2022年（令和4年）4月1日で創立10周年を迎えた。市原市の中学校で開校当初から2学期制を採用している学校は本校のみである。
2023年（令和5年）現在、市内で最も新しい公立中学校であるほか、通学区域が市原市立姉崎東中学校についで2番目に狭くなっている。

## 沿革

### 概歴
生徒数増加による市原市立ちはら台南中学校教室不足の懸念から「仮・千原台第二中学校」として計画され、2012年（平成24年）に市原市立ちはら台西中学校として開校した。

### 年表
- 2012年（平成24年）
  - 4月1日 - 市原市立ちはら台南中学校から分離開校。生徒数161名[1]。
  - 4月6日 - 開校式を実施[1]。
  - 4月9日 - 第1回入学式を実施。新入生109名[1]。
  - 10月26日 - 校舎落成式と第1回西中祭「Westival」実施[1]。
- 2013年（平成25年）11月22日 - 南房総教育事務所学力向上交流会実施（牧園小・ちはら台西中）[1]。
- 2019年（令和元年）7月 - 一部特別教室を除く全教室にエアコン設置[3]。
- 2021年（令和3年）12月22日 - 創立10周年記念集会を実施。

### 校名
計画段階では「千原台第二中学校」という名称であった。2011年（平成23年）5月から6月にかけて校名に関するアンケートを実施し、「ちはら台第二中学校」「牧園中学校」「西中学校」「ちはら台かずさ中学校」「かずさ中学校」「ちはら台桜中学校」「もみの樹中学校」「ちはら台ピカ中学校」「ちはら台中学校」などの案が出たが、最も票数を得た現校名の「ちはら台西中学校」に決定した。

## 校則

### 校章
桜の花の周りに2枚の葉がV字型にあり、２枚の葉が交わるあたりから万年筆のペン先が描かれ、中央に「西中」の文字がある。これは、矢に向かって咲き誇る桜のように、この中学校で沢山のことを学び大きく成長することを願ってデザインされた。市内の学校では珍しく、色のついた校章となっている。

### 校歌
校歌についての情報は以下の通りである。
- 作詞：近藤文子
- 作曲：菊岡真梨
- 編曲：中野新吾

### 制服
ブレザーは日本メンモウ（カンコー）製Type-A。市原市の中学校21校のうちブレザーを採用しているのは5校で、開校当初から採用しているのは本校と市原市立ちはら台南中学校のみである。2012年（平成24年）の創立当初から変更はない。当初はセーラー服や詰襟学生服、ちはら台南中学校の制服と似たデザインの案があった。詳細は以下の通りである。
| 冬服   | 男子 | ブレザー（紺色）、Yシャツ（薄い水色）、ネクタイ（紺色系）、スラックス（濃灰色） |
| 冬服   | 女子 | ブレザー（紺色）、ブラウス（薄いピンク）、リボン、スカート（チェック柄）        |
| 夏服   | 男子 | Yシャツ（薄い水色）、ネクタイ（紺色系）、スラックス（濃灰色）                   |
| 夏服   | 女子 | ブラウス（薄いピンク）、リボン、スカート（チェック柄）                          |
| その他 | 女子 | セーター（アイボリー）                                                          |

### 制定鞄
ちはら台南中学校と同じカンダカバン製の制定鞄を採用している。

### 制定ジャージ
ジャージは日本メンモウ（カンコー）製のウインドガードを採用している。詳細は以下の通りである。
- 濃紺色に、入学年度毎に指定された青、黄、赤のいずれかの色のラインが入る。
- 「Chiharadai West Junior High School」の文字が描かれている。

### 制定体操服
体操服は日本メンモウ（カンコー）製のものを採用している。詳細は以下の通りである。
- 白色に、入学年度毎に指定された青、黄、赤のいずれかの色のラインが入る。
- 「Chiharadai West」の文字が描かれている。

### その他
- 登校用の靴は黒、灰、紺、白色を基調とした運動靴[1]。

## 施設

### 敷地
学校の敷地の詳細は以下の通りである。
- 所在地：〒290-0143　千葉県市原市ちはら台西5丁目1番地
- 所有者：市原市
- 敷地面積：33,000m2
- 取得価格：1,989,340,488円
- 指定建蔽率：60%
- 指定容積率：200%
- 都市計画区域：第一種中高層住居専用地域

### 建物
敷地内の建物は以下の通りとなっている。建物の設計は株式会社相和技術研究所である。将来の教科教室型の運営方式に移行した場合にでも大規模な改修を行わずに対応できるほか、廃校後の老人ホーム等への転用を見据えた設計となっている。
| 棟番号 | 棟名称           | 構造  | 階数        | 延床面積    | 建築年 | 耐震   | 耐震       | Is値 | 備考     |
| ------ | ---------------- | ----- | ----------- | ----------- | ------ | ------ | ---------- | ---- | -------- |
| 001    | 校舎-1・2・3     | RC造  | 地上3階建て | 5,124.69ｍ2 | 2011年 | 新基準 | 耐震性あり | 不明 |          |
| 002    | 体育館           | RC造  | 地上1階建て | 1,222.02ｍ2 | 2011年 | 新基準 | 耐震性あり | 不明 | アリーナ |
| 003    | 体育館           | SRC造 | 地上2階建て | 1,087.56ｍ2 | 2011年 | 新基準 | 耐震性あり | 不明 |          |
| 004    | 倉庫・物置       | SRC造 | 地上1階建て | 40.00ｍ2    | 2011年 | -      | -          | -    |          |
| 005    | 自転車置場・置場 | S造   | 地上1階建て | 24.24ｍ2    | 2011年 | -      | -          | -    |          |
| 006    | ポンプ室         | S造   | 地上1階建て | 4.00ｍ2     | 2011年 | -      | -          | -    |          |

## 規模

### 現在
2023年（令和5年）4月1日現在の学校規模は以下の通りである。
| 生徒数         | 483名   | 1年生   | 164名   | 学級数  | 16学級  | 1年生   | 5学級   |
| 生徒数         | 483名   | 2年生   | 166名   | 学級数  | 16学級  | 2年生   | 5学級   |
| 生徒数         | 483名   | 3年生   | 153名   | 学級数  | 16学級  | 3年生   | 4学級   |
| 通学区域面積   | 1.56km2 | 1.56km2 | 1.56km2 | 1.56km2 | 1.56km2 | 1.56km2 | 1.56km2 |
| 通学区域内人口 |         |         |         |         |         |         |         |

### 推移
開校した2012年（平成24年）から2023年（令和5年）までの学校規模の推移は以下の通りである。なお、計測日は4月1日若しくは5月1日である。
| 年度                   | 全校       | 全校   | 新入生 | 備考 |
| 年度                   | 全校生徒数 | 学級数 | 新入生 | 備考 |
| ---------------------- | ---------- | ------ | ------ | ---- |
| 2012年度（平成24年度） | 270名      | 11学級 | 109名  |      |
| 2013年度（平成25年度） | 309名      | 11学級 |        |      |
| 2014年度（平成26年度） | 350名      | 13学級 |        |      |
| 2015年度（平成27年度） | 362名      | 14学級 |        |      |
| 2016年度（平成28年度） | 367名      | 13学級 |        |      |
| 2017年度（平成29年度） | 358名      | 12学級 | 108名  |      |
| 2018年度（平成30年度） | 355名      | 13学級 |        |      |
| 2019年度（平成31年度） | 381名      | 14学級 |        |      |
| 2020年度（令和2年度）  | 405名      | 14学級 |        |      |
| 2021年度（令和3年度）  | 433名      | 14学級 |        |      |
| 2022年度（令和4年度）  | 450名      | 15学級 | 165名  |      |
| 2023年度（令和5年度）  | 483名      | 16学級 | 164名  |      |

## 諸活動

### 生徒会活動
主に学校行事の運営を行う。また、例年行われている生徒会、委員会の活動計画の提案、市原市いじめゼロ宣言を行う生徒総会では、司会進行を務める。

### 部活動

#### 常設部活動
常設部活動は、通年で設置されている部活動のことをいう。常設部活動は以下の通りである。
- 野球部
- ソフトボール部
- サッカー部
- 男子テニス部
- 男子バスケ部
- 女子バスケ部
- 女子バレー部
- 女子卓球部
- 剣道部
- 吹奏楽部
- 総合文化部

#### 特設部活動
特設部活動は、大会前などの期間限定で設置されている部活動のことをいう。特設部活動は以下の通りである。
- 陸上部
- 水泳部
- 駅伝部

## 年間行事

### 一覧
例年の主な行事は以下の通りとなっている。
| 4月  | 1学期始業式、入学式、新入生歓迎会            |
| 5月  | 体育祭                                       |
| 6月  | 3年修学旅行、前期中間テスト                  |
| 7月  |                                              |
| 8月  |                                              |
| 9月  | 前期期末テスト                               |
| 10月 | 1学期終業式、秋季休業、2学期始業式、Westival |
| 11月 | 後期中間テスト                               |
| 12月 |                                              |
| 1月  | 席書会                                       |
| 2月  | 後期期末テスト、3年生を送る会                |
| 3月  | 卒業式、修了式、離任式                       |

#### 体育祭
紅組、白組、青組、黄組の4色に分かれる。2024年からは生徒数が増えたため、緑組が追加された。初年度は1学期後半の9月8日に実施したがそれ以外は1学期前半の5月か6月に実施している。体育祭においては第1回開催時に生徒会本部主導で「地域のかたへの感謝」 と「地域のかたとの団結」を表現するシンボルマークをつくった。双葉は「地域」と「西中」に見立てて手を取り合っていく様子を重ねて表現し、ハートのマークは「愛・感謝」を表している。また、2012年（平成24年）10月には校歌編曲者の中野新吾が作曲したオリジナルの「西中ソーラン」が完成し、体育祭において披露するのが恒例となっている。

#### Westival
第1部が合唱コンクール、第2部が文化部の発表という構成である。2012年（平成24年）の第1回は校舎落成式のあとに行われた。

### 長期休業
2学期制のため秋季休業が存在する。

## 通学区域
以下の町丁字とその範囲を通学区域に指定している。
- ちはら台西1 - 6丁目
- ちはら台南1 - 2丁目

## 通学区域内施設
通学区域内の主な施設は以下の通りである。
- ちはら台駅
- ユニモちはら台
- ちはら台公園
- 堂坂公園

## 小学校区
- 市原市立清水谷小学校
- 市原市立牧園小学校

## 隣接中学校区
- 市原市立菊間中学校
- 市原市立湿津中学校
- 市原市立ちはら台南中学校
- 千葉市立生浜中学校

## アクセス
- ちはら台駅から徒歩12分